# Феры (Месиния)
Феры, Фары (др.-греч. Φαραί; Φηρή; Φηραί; Φεραί) — древний город в Месинии, располагавшийся на холме, возвышающемся на левом берегу реки Недон, и на расстоянии около 1,5 км от Мессинского залива. Страбон описывал его как расположенный в пяти стадиях от моря, а Павсаний — в шести. Лексикограф Уильям Смит утверждал, что, вероятно, земля, намывавшаяся в устье реки Недон, в течение столетий отвоёвывала территорию у моря. Павсаний отличал этот город от ахейского города Фары (др.-греч. Φαραὶ), располагавшегося в 150 стадиях от Патр и в 70 стадиях от побережья. Феры занимали место Каламаты, современной столицы Месинии; и в древности Феры, по-видимому, были главным городом на южной Мессинской равнине.
По преданию город был основан Фарисом, сыном Гермеса и данаиды Филодамеи.
В Гомере Феры были родиной Диокла, сыновья которого Кретон и Орсилох были убиты Энеем. Агамемнон обещал включить «святые Феры» в качестве одной из семи «твердынь» в приданое дочери, которую Ахилл выберет себе в жёны, если он вернётся в битву на стороне ахейцев. Страбон утверждал, что Феры должны были принадлежать Атридам, иначе Агамемнон не предложил бы их. В доме Диокла в Ферах Телемах и Писистрат провели ночь по пути из Пилоса, где они встречались с царём Менелаем в Лакедемоне.
Ксенофонт писал, что Феры (Φεραί) были одним из лакедемонских городов, разрушенных персидским сатрапом Фарнабазом II и афинским полководцем Кононом во время Коринфской войны (в 394 году до н. э.).
После взятия Мессини ахейцами в 182 году до н. э. Феры, Авия и Турия отделились от Мессини и стали самостоятельными членами лиги. Павсаний писал, что из-за того, что Месиния была на стороне Марка Антония во время гражданской войны в Римской республике, Октавиан Август наказал Феры и всю Месинию, включив их в Лаконию, но Месиния была восстановлена во время правления Тиберия. Павсаний посетил Феры и обратил внимание на храмы Тюхе, а также Никомаха и Горгаса, внуков Асклепия. За городом располагалась роща Аполлона Карнейского, а в ней был источник воды. Страбон достоверно описывал Феры как имевшие якорную стоянку, но только в летний период. Жители города основали одноимённую колонию на Крите.
В Каламате нет древних руин, что неудивительно, так как это место всегда было хорошо заселено.